# عبد الكريم يونس عيلان
عبد الكريم يونس عيلان (1959 - 6 أيار 2022) واسمه الحركي هو أبو مريم الأنصاري هو سياسي عراقي، ولد في محافظة البصرة سنة 1959. يشغل منصب الأمين العام المساعد لمنظمة بدر.
شغل منصب وزير البلديات والأشغال في حكومة حيدر العبادي للفترة من 8 أيلول 2014 إلى 16 آب 2015 حيث قرر رئيس الوزراء حيدر العبادي حينها ضمن مرسوم ديواني يقضي بإلغاء أربع وزارات ودمج ثمان أخرى مع بعضها، فدمجت وزارة البلديات مع وزارة الإعمار والإسكان التي كان يشغلها طارق الخيكاني، وبعد دمج الوزارتين شغلت آن نافع أوسي منصب وزيرة الإعمار والإسكان والبلديات والأشغال.
ورد اسمه بعدها مرشحا لشغل منصب وزير الداخلية خلفا للوزير المستقيل محمد الغبان.
بعدها شغل عضوية مجلس النواب العراقي في دورته الثالثة بين عامي 2014-2018، بعد فوزه في انتخابات عام 2014. ويشغل شغل عضوية مجلس النواب العراقي في دورته الرابعة منذ 8 حزيران 2020 بديلا عن هادي العامري الذي قدم استقالته، علما أنه كان مرشحا أصلا عن تحالف الفتح في انتخابات عام 2018.
بحسب عام 2018، كان طالب دراسات عليا وحاصلا على ماجستير علوم عسكرية، كما يعمل معيدا في كلية العلوم بجامعة بغداد.
لقى مصرعه بحادث سير بمحافظة ميسان جنوب العراق، يوم الجمعة 5 شوال 1443، الموافق 6 أيار 2022.